# Savoia 1908
Il Savoia 1908 S.S.D. a r.l., meglio noto come Savoia, è una società calcistica italiana con sede a Torre Annunziata, nella città metropolitana di Napoli.
È una delle squadre con la storia più antica dell'Italia meridionale, dal momento che la prima società biancoscudata fu fondata il 21 novembre 1908, da un gruppo di industriali di molini e pastifici, con l'aiuto di altri personaggi della media borghesia torrese. Il colore sociale è il bianco, colore della materia prima dell'economia torrese dell'epoca: la farina. Il simbolo del club è lo scudo Savoia stilizzato, e la squadra gioca le sue partite casalinghe nello stadio Alfredo Giraud.
Nella stagione 1923-1924 il Savoia si laureò campione d'Italia centromeridionale e disputò la finalissima per il titolo nazionale. Annovera nella sua storia la partecipazione a cinque campionati di primo livello, antecedenti al girone unico, e quattro di secondo livello, di cui 3 di Serie B. Il club assunse la denominazione di Torrese dal 1944 al 1955.

## Storia

### Dagli esordi al secondo dopoguerra
Il 21 novembre 1908 a Torre Annunziata un gruppo di industriali dei molini e pastifici locali fondò l'Unione Sportiva Savoia. Ciro Ilardi fu il primo presidente e fra i soci fondatori c'erano Italo Moretti, Leonida Bertone e Willy Fornari che fu anche il primo allenatore. L'origine del nome non è nota. Una prima ipotesi è l'incitamento dei soldati sabaudi Avanti Savoia, di cui i soci fondatori avevano fatto parte e combattuto per la Casa Reale. Un'altra ipotesi, è un omaggio alla casata regnante. L'ultima vuole che il nome fosse quello del locale dove è avvenuta la fondazione, ossia il cinema-teatro Savoia di Torre Annunziata.

Il Savoia nel 1911

Nel 1915 la società si affiliò alla FIGC ed il primo torneo ufficiale disputato fu la Coppa Internazionale, giocata nel 1916 con Naples, Puteoli, Bagnolese ed Internazionale, e conclusa al 3º posto. Durante la Grande Guerra vinse il campionato Campano di terza categoria ed il 3 novembre 1919 - perso lo spareggio per l'ammissione alla Prima Categoria contro la Pro Caserta - partecipò al campionato di Promozione 1919-1920 dove, pur arrivando terzo, fu ammesso alla Prima Categoria 1920-1921 per l'allargamento dei quadri federali. In questo periodo il club assorbì la seconda squadra cittadina della Pro Italia e il 13 giugno 1920 venne inaugurato il campo Oncino.

Il Savoia vicecampione d'Italia. In piedi da sinistra: Di Giorgio (all.), Maltagliati, Ghisi I, Bobbio, Mombelli, Orsini; al centro da sinistra: Borghetto, Gaia, Cassese; seduti da sinistra: Nebbia, Visciano, Lobianco

Nelle prime due stagioni in massima serie il club non superò la fase regionale, ottenendo un terzo e un secondo posto, con alla guida prima Fornari e poi Garozzo. Successivamente, anche sotto il controllo della Voiello, si ebbe il primo e maggior ciclo vincente della storia del club, che conquistò tre titoli consecutivi di campione campano, un titolo di campione dell'Italia centromeridionale e disputò la doppia finale scudetto del 1924 contro il Genoa. Fino ad allora i Campioni dell'Italia Centromeridionale avevano subito sempre sonore sconfitte dai grandi club del settentrione, ma dopo l'onorevole sconfitta dell'andata per 3-1, nella gara di ritorno il Savoia entrò nella storia del calcio italiano pareggiando per 1-1 contro gli otto volte campioni d'Italia, diventando il primo club del Centro-Sud a terminare invitto una partita. Allenatore di quel triennio fu Raffaele Di Giorgio affiancato da Wisbar negli ultimi due anni. Questo l'undici vicecampione d'Italia: Visciano, Nebbia, Lobianco, Cassese, Gaia, Borghetto, Orsini, Ghisi I, Bobbio, Mombelli, Maltagliati.
Successivamente i problemi finanziari costrinsero il presidente Teodoro Voiello a lasciare le redini della società, che di fatto sospese l'attività agonistica nazionale. Disputato il campionato di Seconda Divisione, perso solo allo spareggio contro il Terni, fu ugualmente promosso in Prima Divisione dal Direttorio Divisioni Superiori per meriti sportivi, in seguito all'allargamento dei quadri societari. La crisi finanziaria si acuì anche in seguito al tentativo di combine nella gara interna giocata contro la Fiorentina, in cui la FIGC comminò al club una multa di 4500 lire che portò al fallimento della società determinando un nuovo stop di un anno, cui si aggiunse anche la chiusura dello storico campo Oncino. In seguito a questi eventi nel 1929 venne inaugurato il campo Formisano.

LU.S. Torrese nella stagione 1952-53. Il Savoia assunse questa denominazione dal 1944 al 1955.

Dagli anni trenta, nel cui primo lustro ebbe la denominazione di Fascio Sportivo Savoia, il club giocò stabilmente in Serie C fino al secondo dopoguerra, escluso il biennio 1936-1938, divenendo prima Associazione Calcio Torre Annunziata e poi Spolettificio Torre Annunziata, di fatto una squadra militare costituita principalmente da calciatori che svolgevano la leva nella caserma cittadina, la quale riconquistò la Serie C dominando il campionato con quattordici vittorie e un pareggio in sedici incontri. Con l'acquisto di Enrico Colombari, che proprio a Torre Annunziata concluse la carriera di calciatore e iniziò quella di allenatore, il club si classificò al secondo posto nel 1938-1939 alle spalle della MATER di Fulvio Bernardini; poi, con Osvaldo Sacchi come trainer, ottenne nel 1939 il miglior risultato di sempre in Coppa Italia, in cui raggiunse i sedicesimi di finale; successivamente, con Ruggero Zanolla, arrivò quinto nel 1940-41 e terzo nel 1942-43.
Nel 1944, per motivi politici, dovette rinunciare sia allo stemma sabaudo, simbolo del club, sia alla denominazione mutata prima in Ilva Torrese e poi in Unione Sportiva Torrese. Durante gli ultimi anni del secondo conflitto mondiale partecipò alla Coppa della Liberazione del 1944 e al Campionato Campano Misto del 1945 piazzandosi rispettivamente al secondo e al nono posto. Alla ripresa dei campionati la Torrese si classificò quarta nel 1945-46 e, grazie alle rinunce di Benevento e Gladiator, ottenne la prima promozione in Serie B della sua storia. Sotto la presidenza Carotenuto, la guida tecnica di Dario Compiani e con i gol del trio d'attacco Calleri, Ghezzi e Rossi, la compagine oplontina si classificò sesta nel 1946-47, che rappresenta ad oggi il punto più alto raggiunto dalla società biancoscudata dall'istituzione del girone unico. Con la riduzione dei quadri federali, il 12º posto del 1948 sancì il ritorno in Serie C. Da quell'anno il club cominciò ad indebolirsi instaurando un lento declino in cui si registrarono ben quattro retrocessioni a fronte di una sola promozione fino ad arrivare al fallimento nel 1955, anno che vide anche la chiusura del Formisano che aveva ospitato i bianchi per circa un quarto di secolo.

### Anni 1955-2000
Con la rifondazione del 1955 il club assunse nuovamente la vecchia denominazione di Unione Sportiva Savoia, ma la mancanza di uno stadio proprio e la carenza cronica di fondi portò un periodo buio privo di vittorie significative durato un decennio. Finalmente dopo anni di peregrinazioni sui campi della provincia, il 25 gennaio 1962 ci fu l'inaugurazione dello stadio Comunale e due anni dopo, divenuto Associazione Polisportiva Savoia, sotto la guida di Bruno Pesaola il primo anno e del duo Spartano-Lopez nel secondo, ci fu la vittoria di due campionati consecutivi, con il ritornò del club in Serie C nel 1965. Tuttavia non riuscì a tenere la categoria, nonostante la disputa di un discreto campionato che lo vide a sei giornate dal termine a un punto dalla salvezza, ma sei sconfitte consecutive annullarono tutto il vantaggio sulle inseguitrici. Fu retrocesso in seguito allo spareggio perso contro il Nardò per 2-0.
Retrocesso nuovamente in D, disputò quattro campionati giocati ad altissimo livello in cui arrivò due volte secondo, nel 1967 a un punto dall'Internapoli di Wilson e nel 1968 alle spalle del Matera, mentre vinse l'edizione del 1970 ai danni dei rivali storici della Turris. Dopo un buon piazzamento nel primo anno di C, il club fu attanagliato da nuovi problemi economici che portarono ad una doppia retrocessione, e solo l'intervento dell'editore D'Amelio salvò la società dal fallimento. Con l'avvento di Gioacchino Coppola alla presidenza ci fu il pronto ritorno in Serie D. Passato lo scettro del comando nelle mani dell'imprenditore Franco Immobile, ci fu un periodo sia di stabilità economica che di continuità di risultati, tanto che nel 1978 il club arrivò a disputare lo spareggio per la neo costituita Serie C2. Nonostante la sconfitta però, la FIGC decise di ripescare ugualmente gli oplontini per meriti sportivi riportandoli tra i professionisti. È questo l'anno in cui avvenne il cambio di denominazione che aggiunse al nome del club l'anno di fondazione, divenendo Associazione Calcio Savoia 1908. Dopo due ottimi piazzamenti al quinto e quarto posto e un piazzamento di centro classifica, nel 1982 la squadra retrocesse in Interregionale, dove restò per otto stagioni consecutive di cui sei disputate sotto la presidenza di Michele Gallo.
Con l'acquisizione del club da parte della famiglia Farinelli, si gettarono le basi di quello che si rivelò un nuovo ciclo vincente che durò fino al nuovo millennio. Nel 1989 sotto la presidenza di Pasquale Farinelli, il Savoia dopo un testa a testa con lo Stabia durato per l'intero torneo, tagliò il traguardo della Serie C2 ottenendo sul campo una promozione che mancava da 15 stagioni. Nel 1993 un campionato interlocutorio portò il Savoia a giocarsi la categoria in un nuovo spareggio, stavolta contro il Licata. I siciliani - arrivati allo spareggio dopo un pareggio con il Monopoli che più tardi si scoprì inficiato da un illecito sportivo - vinsero, ma in estate i campani vennero ripescati nel professionismo per una sequenza di fallimenti in C1 e C2 che liberò spazio agli oplontini. Il club tenne la categoria fino al 1995. Con l'abbandono dei Farinelli e l'esiguità di risorse economiche, il nuovo presidente Viglione affidò la guida tecnica ad un giovane Luigi De Canio, il quale dopo una tranquilla salvezza conquistata nel primo anno, nel 1995 riuscì a ottenere la promozione in Serie C1, battendo ai play-off il Matera per 2-1 allo Zaccheria di Foggia.
Alla fine di quel campionato, l'imprenditore Mario Moxedano rilevò il club da Franco Salvatore e ripianò il deficit economico. L'ambizioso presidente, grazie agli investimenti nelle campagne acquisti che portò a Torre Annunziata giocatori quali Carruezzo, De Rosa, Porchia, Marasco e Veronese, riuscì nell'impresa di riportare il club a giocare in Serie B dopo un'assenza durata oltre mezzo secolo. La promozione fu sfiorata già nel 1997, quando il Savoia perse la finale play-off contro l'Ancona per 1-0. Si ripeté nel 1999 quando, raggiunti i play-off grazie all'ultimo posto disponibile e partito con lo sfavore dei pronostici, il team guidato da Osvaldo Jaconi eliminò prima il Palermo nella doppia semifinale e poi i cugini della Juve Stabia per 2-0, nella finale giocata al Partenio di Avellino.
Nonostante i 16 gol di Ghirardello, la stagione in Serie B non fu brillante anche se rappresentò uno dei momenti più importanti della storia calcistica dal dopoguerra: il Savoia finì al 19º posto retrocedendo, ma ottenendo alcuni risultati di rilievo quali le vittorie casalinghe contro Empoli e Sampdoria (entrambe per 1-0), la vittoria esterna (1-3) contro la Salernitana e i pareggi contro il Napoli al San Paolo e il Brescia al Rigamonti. L'anno dopo, in C1 il Savoia tentò nuovamente la scalata tra i cadetti, ma dopo una partenza sprint ed una storica vittoria casalinga per 5-1 contro un Palermo - poi promosso in B - sfiorò gli spareggi-promozione rimanendone fuori solo per la classifica avulsa nei confronti dell'Ascoli.

### Nuovo millennio
Alla fine della stagione 2000-01, il presidente Moxedano annunciò la cessione della società ad un imprenditore sorrentino, tale Antonino Pane, tuttavia quest'ultimo si rese subito colpevole di numerose irregolarità finanziarie sancendo la mancata iscrizione al campionato di serie C1 e il fallimento della società. Per tali vicende Antonino Pane fu in seguito giudicato e condannato a sei anni di carcere.
Ripartito dall'Eccellenza grazie alla fusione con lo storico club dell'Internapoli, assumendo per un solo anno la denominazione di Intersavoia, il club risalì in Serie D, disputando 8 stagioni consecutive, in cui perse tre finali play-off tra il 2003 ed il 2007.
Retrocesso in Eccellenza nell'anno del centenario, il club collassò economicamente, tanto da ritirarsi a torneo in corso rimediando la seconda retrocessione in due anni.
Rifondato il 19 giugno 2010, dai dirigenti dell'Atletico Savoia, la seconda squadra cittadina militante in Promozione, con il benestare del sindaco e degli ultras, assunse la denominazione di Associazione Sportiva Dilettantistica Calcio Savoia iscrivendosi al campionato campano di Promozione 2010-2011.
Il 17 febbraio 2011 il club acquistò, tramite un'asta tenutasi presso il Tribunale di Torre Annunziata, lo storico brand Associazione Calcio Savoia 1908, lì depositato dal fallimento del 2001.
Con la vittoria consecutiva dei due campionati di Promozione ed Eccellenza, e la conquista di una Coppa Italia regionale, il club fece ritorno in Serie D nel 2012.

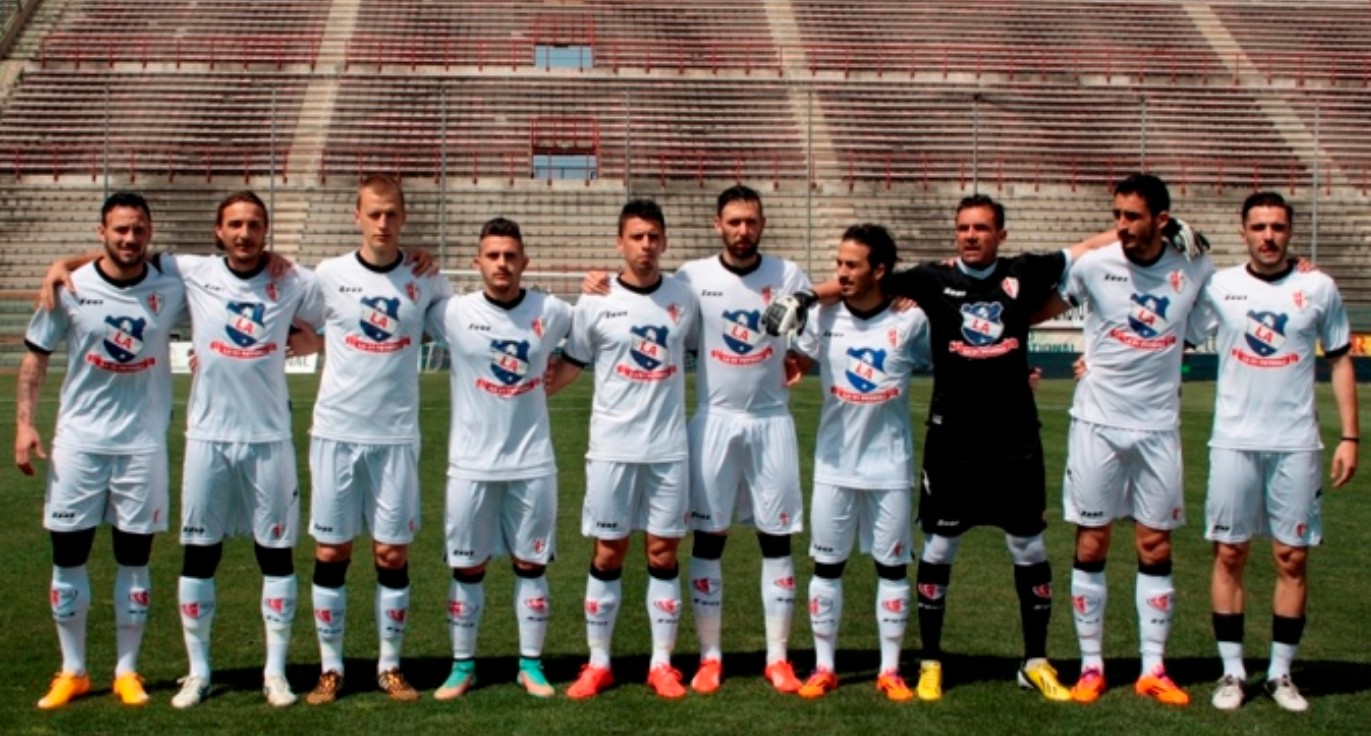
Il Savoia 2014-15, nell'ultimo campionato di C disputato

Con la nuova stagione in società subentrò una cordata di imprenditori avellinesi capeggiati da Sergio Contino, che dopo un campionato di media classifica, cedette le quote societarie da lui possedute (70%) all'imprenditore Lazzaro Luce, il quale successivamente rilevò anche il rimanente 30% dai soci di minoranza. Il 17 aprile 2014 il Savoia ritornò tra i professionisti dopo 13 anni dall'ultima apparizione.
Il 3 ottobre 2014, la famiglia Luce cedette il sodalizio al Consorzio Stabile Segesta capeggiato da Quirico Manca, il quale portò il club prima alla retrocessione sul campo e poi ad un nuovo fallimento, sancito anche grazie ad ingaggi stratosferici per la categoria, mai elargiti, ai 46 calciatori tesserati, subendo la radiazione dai campionati nazionali.
Rifondato grazie ad una nuova fusione, stavolta con il Campania di Arnaldo Todisco e la Futsal Oplonti di Trapanese Francesco, venne costituita l'A.S.D. Oplonti Pro Savoia, che rilevò la tradizione sportiva biancoscudata e si iscrisse all'Eccellenza Campania 2015-2016.
Sotto la presidenza di Antonio Nuzzo, il 30 agosto 2017 il club assunse la denominazione di A.S.D. Savoia 1908, conquistò una seconda affermazione nella Coppa Italia regionale, stabilendo il record societario di reti segnate in una stagione (130 gol) e la promozione in serie D.
Nel luglio 2018 il club passò ad Alfonso Mazzamauro ed assunse la storica denominazione di U.S. Savoia 1908 ed il 21 novembre dello stesso anno ci fu la celebrazione dei 110 anni di attività. Dopo due campionati di vertice conclusi con un secondo e un terzo posto, nel luglio del 2021 Mazzamauro trasferì il titolo sportivo in altra sede, quindi il club perse il diritto di disputare la Serie D ritrovandosi in Eccellenza grazie al titolo sportivo in possesso del neo presidente Pellerone, il quale il 1º novembre 2022, lo cede gratuitamente ai tifosi, i quali mantengono in vita il club, cedendolo a loro volta al nuovo presidente Emanuele Filiberto di Savoia, che il 9 novembre presenta il progetto Casa Reale Holding SpA, quotato alla Borsa di Vienna, attraverso il quale acquisisce il club assumendone la presidenza il successivo 23 novembre.
Nell'estate del 2024 acquisisce il titolo sportivo del "ASD Portici 1906"  e si iscrive così, pur senza meriti sportivi, alla Serie D.

## Cronistoria
Di seguito la cronistoria essenziale del Savoia 1908.

## Colori e simboli

### Colori
Nel 1908 anno di fondazione dell'U.S. Savoia come colore sociale fu scelto il bianco. Il motivo è che all'epoca
a Torre Annunziata erano presenti molti molini e pastifici, e quindi bianco era il colore della materia prima di tale industria: la farina. Tale colorazione è rimasta in uso fino ad oggi, tranne alcune eccezioni. Il primo cambiamento si ebbe nel maggio del 1919, quando l'U.S. Savoia partecipò al Trofeo Corriere di Napoli con una casacca azzurra. Subito si ritornò al bianco, che sparì nuovamente dopo quasi vent'anni. Infatti il campionato di Prima Divisione 1937-1938 fu disputato indossando nuovamente una casacca azzurra, stavolta perché ci fu anche il cambio di denominazione in Spolettificio Torre Annunziata. A fine campionato ritornò il bianco e la denominazione di U.S. Savoia. L'ultima volta che i colori sociali furono diversi dal bianco, fu nel Campionato campano del 1945, in cui fu indossata ancora una casacca azzurra. È da sottolineare che il colore sociale pur essendo il bianco, spesso sono stati utilizzati pantaloncini e/o calzettoni di colore nero, il cui uso si è un po' alternato negli anni.

| 1908 | 1919 | Anni '20 | Anni '30 | 1937-1938 | 1945 | 1946-1947 | 1994-1995 |

### Simboli ufficiali

#### Stemma
Il primo simbolo del club fu lo stemma di Casa Savoia, usato dalla fondazione nel 1908 fino al 1930. Da quell'anno (a seguito della ridenominazione societaria Fascio Sportivo Savoia) e fino al 1936 tale stemma fu affiancato dal fascio littorio e racchiuso in un ovale di colore blu. Nel campionato 1937-38 la società fu denominata Spolettificio Torre Annunziata (essendo la squadra formata dai militari della locale Real Fabbrica d'Armi) e adottò come stemma il fregio dell'Artiglieria. Dall'anno successivo ritornò in uso lo stemma di Casa Savoia, che nel 1944 fu abbandonato per motivi storico-politici al pari della denominazione, mutata in U.S. Torrese. La società non adottò nessun simbolo fino al 1955, anno in cui il club fu rifondato come U.S. Savoia, riadottando pertanto lo stemma sabaudo come simbolo. Nel 1978 subentrò uno scudetto stilizzato, suddiviso longitudinalmente in due parti: a sinistra era raffigurato uno scudo color rosso vivo crociato di bianco, mentre nella parte opposta campeggiava la scritta A.C. SAVOIA 1908 in nero su fondo bianco. Lo scudetto veniva inoltre contornato da una cornice di color oro brillante con riflessi in chiaroscuro. Siffatto emblema è stato sostanzialmente mantenuto anche a seguito della rifondazione del 2015: le uniche modifiche hanno riguardato il bordo (colorato di nero) e la dicitura nella parte destra, mutata in OP SAVOIA.

Inno al Savoia

#### Inno
(Ritornello dell'Inno al Savoia)
Nel 1933, viene composto l'Inno al Savoia, una marcia composta dal Maestro F. Manfredi che scrive i versi, e dal Maestro D. Ausiello che scrive la musica.
Di tale inno si era persa ogni traccia, quando nel 2010 è stato ritrovato in un articolo di un giornale d'archivio, ed avendo la musica e il testo originali è stato riadattato e ricantato.

## Strutture

### Stadio

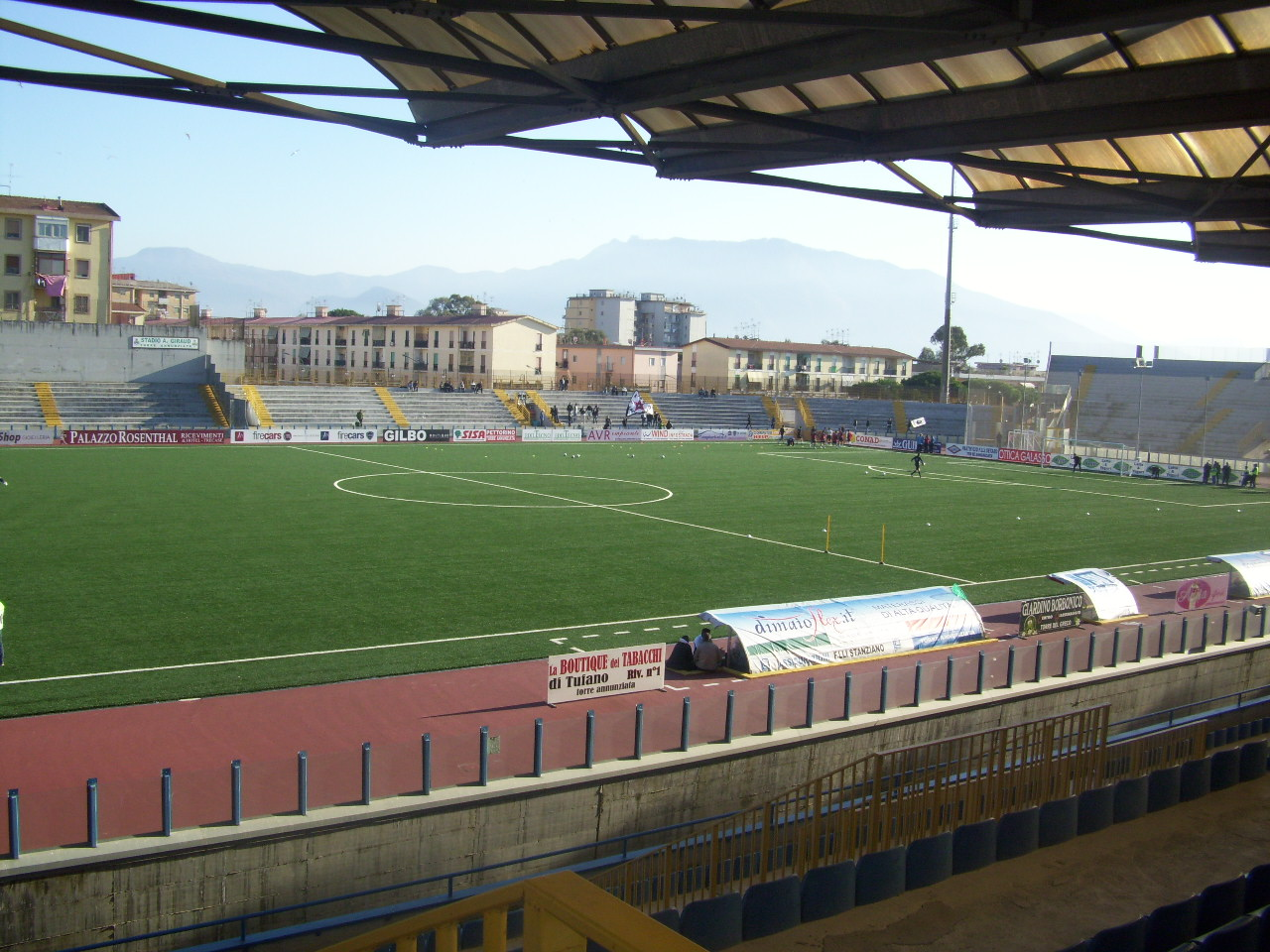
Lo stadio Alfredo Giraud

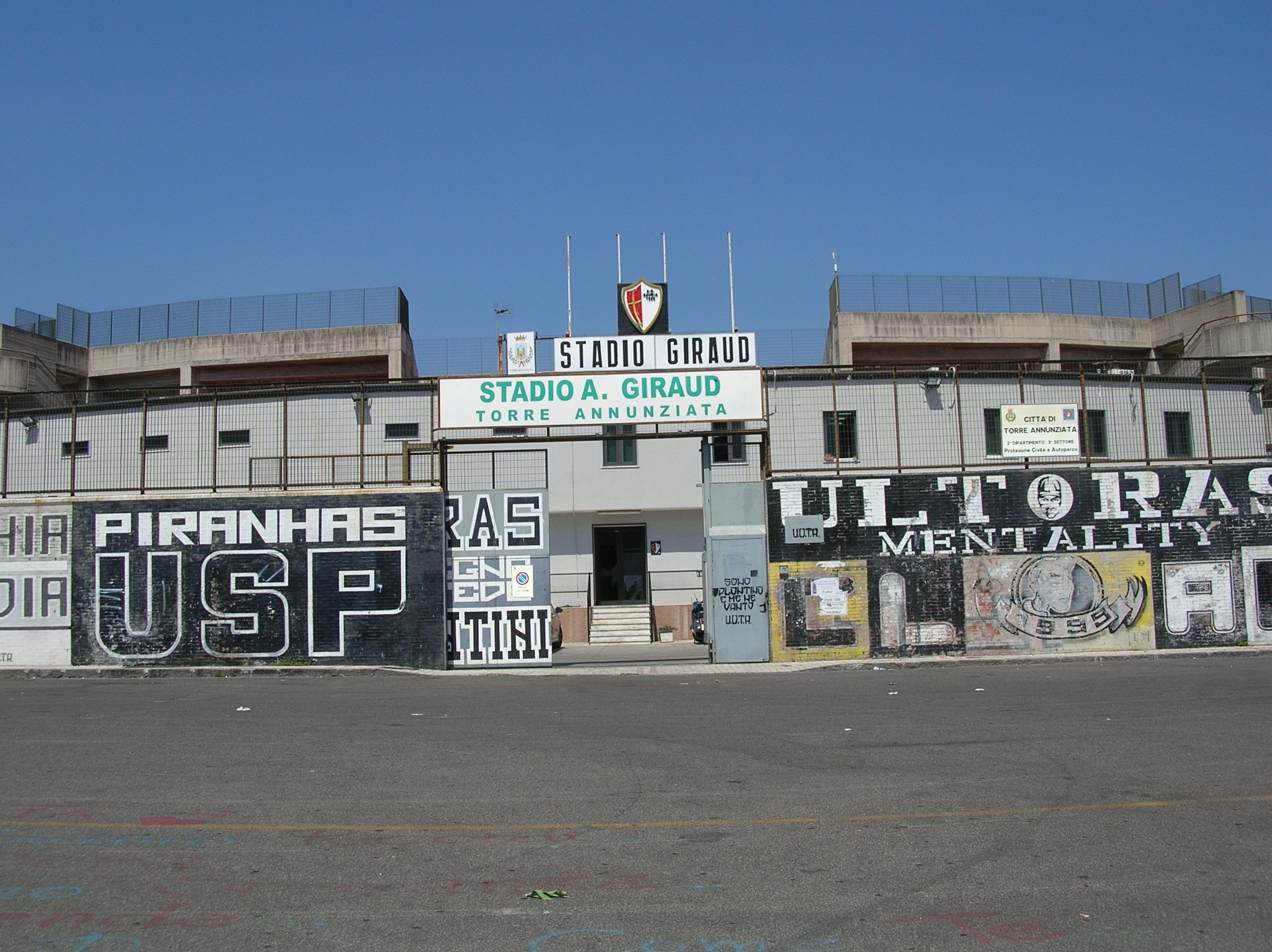
L'ingresso dello stadio

Il primo campo da gioco utilizzato dal Savoia fu quello denominato campo Montagnelle, misurava cinquanta metri di lunghezza e quasi trenta di larghezza, con un fondo che nelle giornate di pioggia, si trasformava in sabbie mobili.
Il 13 giugno 1920 venne inaugurato il campo Oncino. Qui furono giocate partite memorabili, tra cui Savoia-Genoa del 7 settembre 1924, per l'assegnazione dello scudetto.
A partire dalla stagione calcistica 1929-30 si cominciò a giocare nel nuovo campo Formisano, dal nome della famiglia che mise a disposizione il terreno per costruirlo. Misurava centouno metri di lunghezza e sessanta di larghezza ed era capace di cinquemila posti. Sorse in pratica al posto del campo Montagnelle.
Il Savoia gioca le sue partite casalinghe nello stadio Alfredo Giraud, inaugurato nel 1962 con il nome di Comunale. Lo stadio, che ha una capienza di 12.500 posti, nel 1982 fu intitolato ad Alfredo Giraud, padre degli ex biancoscudati Raffaele, Michele e Giovanni Giraud, nonché vicepresidente del Savoia vicecampione d'Italia nel 1924. Ammodernato nel 1999 in occasione della promozione in Serie B del Savoia, è stato nuovamente rinnovato nel 2010, con l'aggiunta del manto di erba sintetica di ultima generazione.

### Centro di allenamento
Il Savoia effettua gli allenamenti presso le strutture dello stadio Alfredo Giraud di Torre Annunziata.

## Società
Il Savoia è un'associazione calcistica, formata da un presidente, un presidente onorario, un vicepresidente, un segretario, un tesoriere e dieci consiglieri. Si è costituita tale nell'estate del 2011.
La sede sociale del Savoia è situata in corso Umberto I. Questo è l'elenco delle sedi ufficiali del Savoia utilizzate nel corso della sua storia:
- 1908 Cinema-Teatro Savoia sede di fondazione della società[74]
- 1920 corso Umberto I[75]
- 1923 via Maresca[76]
- 1924 corso Umberto I[77]
- 1937 largo Fabbrica d'Armi[70]
- 1938 piazza Ernesto Cesaro, 20[78]
- 1939 corso Umberto I, 23[72]
- 1940 via Roma, 10[79]
- 1944 via Vittorio Veneto[34]
- 1945 piazza Nicotera[35]
- 1946 piazza Ernesto Cesaro (Bar Stella)[80]
- 1950 corso Umberto I[81]
- 1953 corso Vittorio Emanuele III (Circolo dell'Unione)[82]
- 1955 via Zuppetta[83]
- 1956 corso Umberto I, 147[84]
- 1959 via Mazzini, 12[85]
- 1961 corso Umberto I[86]
- 1964 via Gambardella, 70 (Villa Lettieri)[87]
- 1966 rampa Nunziante, 16[88]
- 1969 piazzale Kennedy, 2 (divenuto poi piazzale Gargiulo nel 1986)[89]
- 2010 corso Umberto I, 69[90]
- 2012 via Tagliamonte, 2[91]
- 2022 piazza Gargiulo, 2 c/o Stadio Alfredo Giraud[92]

### Sponsor
Di seguito sono riportate le cronologie degli sponsor ufficiali e tecnici del club:
| Cronologia degli sponsor tecnici - 1908-1982 Non presente - 1982-1992 Ennerre - 1992-1994 Cis - 1994-1995 Erreà - 1995-1996 Galex - 1996-1998 Hummel - 1998-1999 Royal Sport - 1999-2000 Hummel - 2000-2001 Herod - 2001-2002 Fly line - 2002-2013 Legea - 2013-2014 HS Football - 2014-2016 Zeus Sport - 2016-2021 Givova - 2021-2022 MaGma Sport - 2022- Legea | Cronologia degli sponsor ufficiali - 1908-1985 Non presente - 1985-1986 Immobiliare Oplonti - 1986-1988 Oplonti Marina del sole - 1989-1991 Big's club - 1991-1994 La Doria - 1994-1996 Non presente - 1996-1997 Oplonti Marina del sole - 1997-1998 Telelibera 63 - 1998-1999 Edil Gamo - 1999-2000 Challoils - 2000-2001 Gruppo Miranda automobili - 2001-2002 Centro Medico Oplonti - 2002-2003 sssavoia.com official website - 2003-2004 Napoli Canale 21 - 2004-2006 Farmacie Matachione - 2006-2007 di Maio flex - 2007-2008 Latte è più Yogurt - 2008-2009 Automary - 2009-2010 Non presente - 2010-2011 Pasta Setaro - 2011-2012 Pasta Setaro-Farmacie Matachione-Guidus - 2012-2013 Sbanky Poker-Pasta Setaro-GBetSport - 2013-2014 Non presente - 2014-2015 LA 91 Petroli - 2015-2016 Cosmo Service - 2016-2017 èpiù - 2017-2018 NORDEST Imballaggi s.r.l. - 2018-2021 Mazzamauro International s.r.l. - 2021-2022 CMC-Centro Medico Convenzionato - 2023- CasaReale.it |

### Impegno nel sociale
La società aderisce al consorzio Oplontis Onlus no profit, operante sul territorio della città di Torre Annunziata, teso a tutelare i minori e le fasce più deboli della società civile.

Il club il 2 ottobre 2013, nella persona del presidente Lazzaro Luce, ha aderito alla campagna di sensibilizzazione della violenza contro le donne, organizzata dal gruppo "Ferma il Femminicidio" di Torre Annunziata.

### Settore giovanile
La Juniores oplontina è stata Campione d'Italia nel 2004-2005.
Il settore giovanile del Savoia comprende le formazioni di Allievi, Giovanissimi, Esordienti, Pulcini e Primi calci, che partecipano ai rispettivi campionati regionali. Tutte le squadre giovanili giocano le loro partite interne nello stadio Alfredo Giraud di Torre Annunziata.

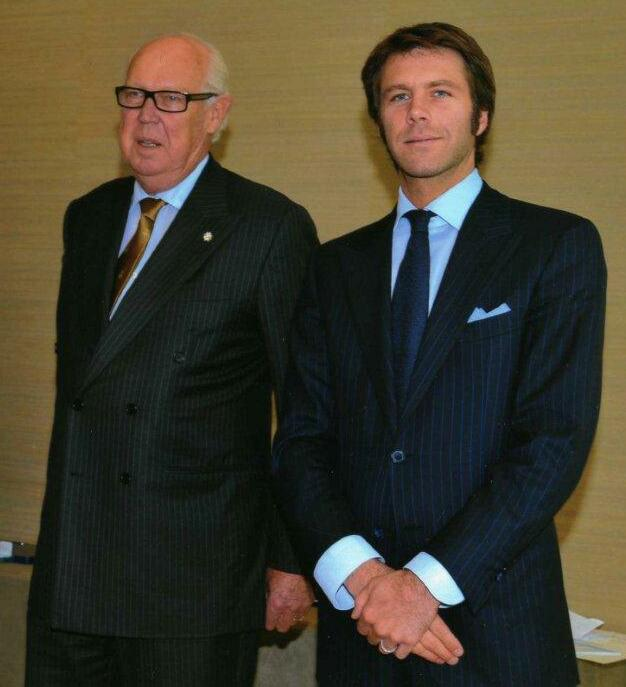
In più occasioni i Savoia hanno omaggiato il club per le vittorie sportive.

## Diffusione nella cultura di massa
Il Savoia nella stagione 1923-1924 fu la prima squadra dell'Italia centromeridionale a non perdere contro una squadra del nord.

In più di un'occasione, il club e i rappresentanti della dinastia monarchica hanno avuto modo di incontrarsi. Nel 1999, in seguito alla promozione in Serie B, il principe Vittorio Emanuele scrisse una lettera di congratulazioni alla società, in un'epoca in cui il regnante era ancora in esilio. 

Nel 2003 con il ritorno in Italia dei Savoia, prese corpo la notizia che la Casa Reale volesse acquistare lo stemma sabaudo del fallito A.C. Savoia 1908, custodito presso il tribunale di Torre Annunziata ed in vendita per 50 000 euro.

Nel 2015 i vertici societari, in un incontro tenutosi a Milano, consegnarono al Principe Emanuele Filiberto la casacca biancoscudata.

Nel medesimo anno, ebbe rilevanza nazionale la protesta dei calciatori biancoscudati, i quali, in seguito al mancato pagamento di alcuni stipendi, decisero di allenarsi in strada, nel piazzale antistante lo stadio Giraud.
Nell'autunno del 2022 la DIA di Napoli scopre che il club è stato costretto a pagare un pizzo di 130 mila euro ai clan camorristici per poter continuare l'attività sportiva in modo tranquillo.

## Allenatori e presidenti
Di seguito sono riportate le cronologie degli allenatori e dei presidenti, dalla fondazione del club:
- 1915-1919  Willy Fornari
- 1919-1920  ...
- 1920-1921  Alfredo Fornari
- 1921-1922  Carlo Garozzo
- 1922-1923  Raffaele Di Giorgio
- 1923-1925  Raffaele Di Giorgio e  Wisbar[116]
- 1925-1926 attività sospesa
- 1926-1927  Carlino
- 1927-1928  ...
- 1928-1929 attività sospesa
- 1929-1930  Raffaele Di Giorgio
- 1930-1931  Lichtblau[117]
- 1931-1932  Mario Piselli
- 1932-1933  Emerich Hermann
- 1933-1934  Giusto Senes
- 1934-1935  Osvaldo Sacchi
- 1935-1936  Pietro Piselli (1ª-20ª)
 Orazio Sola[118] (21ª-30ª)
- 1936-1937  Oscar Cirillo
- 1937-1938  Luigi De Manes
- 1938-1939  Enrico Colombari
- 1939-1940  Osvaldo Sacchi
- 1940-1941  Enrico Colombari
- 1941-1943  Ruggero Zanolla[119][120]
- 1945-1947  Dario Compiani
- 1947-1948  Dario Gay
- 1948-1949  Usbek
- 1949-1950  Renato Tofani
- 1950-1951  Enrico Colombari
- 1951-1952  Ruggero Zanolla (1ª-19ª)
 Renato Tofani (20ª-34ª)
- 1952-1953  Giulio Negri
- 1953-1954  Giacomo Busiello
- 1954-1955  Secondo Rossi
- 1955-1956  Raffaele Giraud
- 1956-1957  Ruggero Zanolla (1ª-15ª)
 Giuseppe D'Alessandro (16ª-34ª)
- 1957-1959  Giuseppe D'Alessandro
- 1959-1961  Gennaro Boerio
- 1961-1963  Ercole Castaldo
- 1963-1964  Ercole Castaldo (1ª-4ª)
 Petar Manola (5ª-19ª)
 Bruno Pesaola (20ª-30ª)
 Jone Spartano e  Giulio Lopez (spareggi)
- 1964-1965  Jone Spartano e  Giulio Lopez
- 1965-1966  Antonio Giglio e  Giacomo Blason (1ª-34ª)
 Jone Spartano e  Giulio Lopez (spareggio)
- 1966-1968  Jone Spartano e  Giulio Lopez
- 1968-1969  Jone Spartano e  Giulio Lopez (1ª-7ª)
 Pietro Santin (8ª-34ª)
- 1969-1970  Emilio Zanotti
- 1970-1971  Emilio Zanotti (1ª-23ª)
 Savini e  Pietro Gonella (23ª-31ª)
 Augusto Vaccari (32ª-38ª)
- 1971-1972  Ettore Trevisan (1ª-10ª)
 Feliciano Orazi (11ª-19ª)
 Tropea (20ª-22ª)
 Gennaro Boerio (23ª-38ª)
- 1972-1973  Riccardo Carapellese (1ª-7ª)
 Ruggero Zanolla (8ª-9ª)
 Jone Spartano (10ª-31ª)
 Pignataro (32ª-34ª)
- 1973-1974  Henri-Gérard Augustine (1ª-14ª)
 De Simone e  Italo Romagnoli (15ª-28ª)
 Mele e  Affinito (29ª-32ª)
- 1974-1975  Mele e  Affinito (1ª-5ª)
 Cappiello (6ª-25ª)
 Ciccone e  Affinito (26ª-30ª)
- 1975-1976  Nicola D'Alessio (1ª-3ª)
 Ciro Scognamiglio (4ª-6ª)
 Vitali (7ª-25ª)
 Guido Vivarelli (26ª-27ª)
 Nicola D'Alessio (28ª-34ª)
- 1976-1977  Primo Ravaglia (1ª-9ª)
 Nicola D'Alessio (10ª-34ª)
- 1977-1978  Nicola D'Alessio
- 1978-1979  Mario Zurlini
- 1979-1980  Mario Trebbi
- 1980-1981  Comunardo Niccolai (1ª-5ª)
 Mario Zurlini (6ª-34ª)
- 1981-1982  Mario Trebbi (1ª-19ª)
 Ciro Scognamiglio (20ª-34ª)
- 1982-1983  Benito Montalto
- 1983-1984  Celestino Boragine (1ª-2ª)
 Michele Gallo (3ª-5ª)
 Franco Sgambato (6ª-25ª)
 Ciro Vesce (26ª-30ª)
- 1984-1985  Pasquale Lucignano (1ª-7ª)
 Gaglione (8ª-10ª)
 Giuseppe Cresci (11ª-30ª)
- 1985-1986  Dante Portelli (1ª-11ª)
 Giancarlo Rodolfi (12ª-14ª)
 Dante Portelli (15ª-30ª)
- 1986-1987  Antonio Marzocca (1ª-11ª)
 Aldo Bet (12ª-23ª)
 Antonio Marzocca (24ª-30ª)
- 1987-1988  Antonio Petrone (1ª-2ª)
 Ciro Scognamiglio (3ª-7ª)
 Giuseppe Cresci (8ª-30ª)
- 1988-1989  Ciro Vesce (1ª-7ª)
 Mario Schettino (8ª-34ª)
- 1989-1990  Mario Schettino
- 1990-1991  Mario Schettino (1ª-29ª)
 Mario Zurlini (30ª-34ª)
- 1991-1992  Sergio Eberini
- 1992-1993  Sergio Eberini (1ª-10ª)
 Franco Fabiano (11ª-23ª)
 Mario Zurlini (24ª-34ª e play-out)
- 1993-1994  Mario Zurlini (1ª-12ª)
 Luigi De Canio (13ª-34ª)
- 1994-1995  Luigi De Canio
- 1995-1996  Giovanni Improta (1ª-2ª)
 Angelo Orazi (3ª-23ª)
 Giovanni Improta (24ª-34ª)
- 1996-1997  Francesco D'Arrigo
- 1997-1998  Francesco D'Arrigo (1ª-17ª)
 Salvatore Bianchetti (18ª-34ª)
- 1998-1999  Osvaldo Jaconi
- 1999-2000  Osvaldo Jaconi (1ª-14ª)
 Franco Varrella (15ª-36ª)
 Gaetano Manzi e  Franco Mango (37ª-38ª)
- 2000-2001  Massimo Morgia
- 2001-2002  Giuseppe Monti
- 2002-2003  Alberto Urban (1ª-14ª)
 Piero Cucchi (15ª-19ª)
 Guglielmo Ricciardi (20ª-34ª)
- 2003-2004  Mario Pietropinto (1ª-4ª)
 Andrea Chiappini (5ª-34ª e play-off)
- 2004-2005  Andrea Chiappini (1ª-8ª)
 Guglielmo Ricciardi (9ª-18ª)
 Andrea Chiappini (19ª-27ª)
 Guglielmo Ricciardi (28ª-34ª e play-off)
- 2005-2006   Ranko Lazic (1ª-11ª)
 Livio Maranzano (12ª-17ª)
  Ranko Lazic (18ª-24ª)
 Franco Mango (25ª-34ª)
- 2006-2007  Paolo Anastasio (1ª-26ª)
 Paduano (27ª)
 Massimo Agovino (28ª-34ª e play-off)
- 2007-2008  Massimo Agovino (1ª-6ª)
 Alberto Aita (7ª-8ª)
 Capuano (9ª)
 Massimo Agovino (10ª-18ª)
 Sergio La Cava (19ª-28ª)
 Giuseppe Nunziata (29ª-30ª)
 Ciro Vesce (31ª-34ª)
- 2008-2009  Mauro Agovino (1ª-28ª)
 Domenico Citarelli (29ª-36ª)
- 2009-2010  Paolo Anastasio
- 2010-2012  Pasquale Vitter
- 2012-2013  Pasquale Vitter (1ª-6ª)
 Salvatore Amura[121] (7ª-34ª)
- 2013-2014  Vincenzo Feola[122]
- 2014-2015  Giovanni Bucaro[123] (1ª-10ª)
 Guido Ugolotti[124] (11ª-19ª)
 Aldo Papagni[125] (20ª-38ª)
- 2015-2016  Teore Grimaldi[126] (1ª-11ª)
 Roberto Sosa[127] (12ª-20ª)
 Marco Miserini[128] (21ª-30ª)
- 2016-2017  Franco Fabiano (1ª-19ª)[129]
 Michele Cimmino[130] (20ª-24ª)
 Franco Fabiano[131] (25ª-30ª)
- 2017-2018  Franco Fabiano
- 2018-2019  Luigi Squillante (1ª-17ª)
 Salvatore Campilongo[132] (18ª-34ª e play-off)
- 2019-2020  Carmine Parlato[133]
- 2020-2021  Salvatore Aronica[134] (1ª-15ª)
 Mauro Chianese[135] (16ª-21ª)
 Giovanni Ferraro (22ª-34ª)
- 2021-2022  Maurizio Lampitelli (1ª-2ª)[136]
 Roberto Carannante (3ª-26ª)[137]
- 2022-2023  Antonio Barbera (1ª-5ª)[138]
 Maurizio Lampitelli[139] (6ª)
 Antonio Barbera[140][141] (7ª-14ª)
 Antonio De Stefano[142] (15ª-20ª)
 Vincenzo Criscuolo[143] (21ª-27ª)
 Antonio Barbera[144]  (28ª-34ª)
- 2023-2024  Alfonso Pepe[145] (1ª-4ª)
 Vincenzo La Manna[146]  (5ª-24ª)
 Salvatore Campilongo[147] (25ª-34ª)
- 2024-2025  Salvatore Campilongo[148][149] (1ª-11ª)
 Domenico Giacomarro (12ª-15ª)
 Franco Fabiano (16ª-34ª)

- 1908-1914  Ciro Ilardi
- 1915-1918  Giusti
- 1919-1920  Giovanni Guidone
- 1920-1921  Ciro Ilardi
- 1921-1922  Giovanni Guarino
- 1922-1923  Pasquale Fabbrocino
- 1923-1925  Teodoro Voiello
- 1925-1926 Carica vacante
- giugno 1926  Giuseppe Balsamo
- 1926-1927  Teodoro Voiello
- 1927-1928  Francesco De Nicola
 Pasquale Fabbrocino
- 1928-1929  Francesco Modugno e  Giovanni Guidone
- 1929-1930  Pasquale Fabbrocino
- 1930-1931  Francesco De Nicola
 Pasquale Fabbrocino e  Alfredo Gallo
- 1931-1933  Alfredo Gallo
- 1933-1935  Achille Filippone
- 1935-1936  Nello Pagano
- 1936-1937  Angelo Guidone
- 1937-1938  Magg. Palmieri e  Col. Achille Schiavo
- 1938-1943  Bruno Salzano
- 1944-1945  Raffaele Ruggiero
- 1945-1946  Pietro Imbornone
- 1946-1950  Antonio Carotenuto
- 1950-1951  Salvatore Izzo
 Pasquale Monaco
- 1951-1952  Emilio Ricciardi
- 1952-1954  Antonio Carotenuto
- 1954-1955  Antonio Carotenuto[150] e  Gaetano Bonifacio[150]
- 1955-1956  Alfonso Genovese
- 1956-1961  Arcangelo Arpaia
- 1961-1964  Lello Pagano
- 1964-1965  Giuseppe Russo
- 1965-1966  Franco Faraone Mennella
- 1966-1967  Mario Andreozzi
- 1967-1968  Giuseppe Decina
- 1968-1969  Giuseppe Prisco
- 1969-1970  Giuseppe Russo e  Gianni Russo
- 1970-1971  Gianni Russo
- 1971-1972  Gianni Russo
 Emidio De Pamphilis[151]
- 1972-1973  Vincenzo Pepe[152]
 Raffaele Mancini[152]
 Francesco Langella[152]
 Pasquale D'Amelio[152]
- 1973-1974  Pasquale D'Amelio[152]
- 1974-1976  Gioacchino Coppola
- 1976-1982  Franco Immobile
- 1982-1985  Pasquale Gallo
- 1985-1986  Michele Gallo[153] e  Giuseppe Sasso[150]
- 1986-1987  Michele Gallo[150]
- 1987-1988  Michele Gallo
- 1988-1990  Pasquale Farinelli
- 1990-1991  Umberto Farinelli
- 1991-1992  Pasquale Farinelli
- 1992-1993  Luigi Farinelli
- 1993-1994  Gerardo Viglione
- 1994-1995  Gerardo Viglione
 Franco Salvatore
- 1995-2001  Mario Moxedano
- 2001-2004  Dario Pasquariello
- 2004-2005  Nazario Matachione
 Gaetano Carotenuto
- 2005-2006  Dario Pasquariello
 Fabrizio Bouchè
- 2006-2007  Alessandro Farinelli
- 2007-2008  Luigi Giannatiempo
- 2008-2010  Vincenzo Angellotti
- 2010-2011  Giuseppe Caiazzo
 Raffaele Verdezza
- 2011-2013  Raffaele Verdezza
- 2013-2014  Lazzaro Luce[154]
- 2014-2015 Carica vacante
 Quirico Manca (onorario)[123]
- 2015-2016  Arnaldo Todisco[155]
- 2016-2017  Ciro Altea e  Ciro Immobile (onorario)[129]
- 2017-2018  Antonio Nuzzo[156]
- 2018-2019  Francesco Annunziata e  Alfonso Mazzamauro (onorario)[157][158]
- 2019-2021  Elena Annunziata[159]
- 2021-2022  Mario Pellerone e  Roberto Esplà Garcìà (onorario)[61]
- 2022-2023  Mario Pellerone
 Gennaro Scognamiglio[63]
 Emanuele Filiberto di Savoia[66]
- 2023-2024  Nazario Matachione[160]
- 2024-2025  Arcangelo Sessa[148]

## Calciatori
In più di 100 anni di storia hanno vestito la maglia del Savoia oltre 800 calciatori, in gran parte italiani.

### Capitani
Di seguito l'elenco dei capitani del Savoia:
- Alfredo Fornari (1920-1921)
- Giovanni Nebbia (1922-1923)[162]
- Raffaele Giraud (1935-1936)[163]
- Enrico Colombari (1938-1939)
- Gennaro Uliano (1957-1958)
- Vincenzo De Luca (1958-1959)
- Giovanni Biemmi (1962-1963)
- Franco Palumbo (1963-1966)
- Enzo Bertossi (1966-1968)
- Domenico Busiello (1968-1970)
- Pacifico Cuman (1970-1971)
- Francesco Scarpa (1971-1972)
- Renato Poggiali (1972-1973)
- Domenico Busiello (1974-1975)
- Raffaele Riso (1975-1976)
- Carlo De Amicis (1976-1977)
- Fausto Montresor (1977-1978)
- Ivan Gregori (1978-1979)
- Giuseppe Cafaro (1979-1980)
- Giorgio Cantelli (1980-1981)
- Giuseppe Cafaro (1981-1982)
- Giovanni Bacchiocchi (1982-1983)
- Giuseppe Vianello (1983-1984)
- Antonio Cinquegrana (1984-1985)
- Giorgio Vesce (1985-1986)
- Stefano Francioni (1986-1987)
- Giuseppe Cimmaruta (1987-1988)
- Pellegrino Gaito (1988-1989)
- Francesco Esposito (1989-1991)
- Massimo Assante (1991-1992)
- Salvatore Amura (1992-1993)
- Ciro Raimondo (1993-1994)
- Salvatore Amura (1994-1995)
- Pietro Mariani (1995-1996)
- Antonio Marasco (1996-1998)
- Aldo Monza (1998-1999)
- Stefano Ghirardello (1999-2000)
- Diego Pellegrini (2000-2001)
- Giovanni Cacace (2001-2002)[164]
- Antonio Rogazzo (2002-2003)[165]
- Ciro Ferrara (2003-2004)[166]
- Pasquale Ottobre (2004-2005)[167]
- Alberto Savino (2005)[168]
- Antonio Marasco (2006)[168]
- Alessandro Malgieri (2006-2007)[169]
- Giorgio Scognamiglio (2007-2008)[170]
- Francesco Pinto (2008-2009)[171]
- Luigi Caravano (2010-2011)[172]
- Pasquale Ottobre (2011-2012)[173]
- Antonio Guarro (2012-2013)[174]
- Francesco Scarpa (2013-2015)[175]
- Antonio Guarro (2015-2017)[176]
- Dino Fava Passaro (2017-2018)[177]
- Crescenzo Liccardo (2018)[178]
- Ciro Poziello (2018-2021)[179]
- Francesco Scarpa (2021-2023)
- Michele Girardi (2023)[180]
- Mariano Petricciuolo (2023-2024)[181]
- Giacomo Mengoli (2024)[182]
- Riccardo Maniero (2024-2025)[183]

### Contributo alle Nazionali
All'epoca della loro militanza in maglia biancoscudata, hanno vestito la maglia delle proprie Nazionali i seguenti calciatori:
- Generoso Rossi con la Nazionale dell'Italia Under 20 nel 1999[184];
- Giacomo Mazzi con la Nazionale dell'Italia Under 20 nel 1999[185];
- Daniele De Vezze con la Nazionale dell'Italia Under 20 nel 2000[186];
- Christian Kanyengele con la Nazionale della Repubblica Democratica del Congo nel 2000[187].

## Palmarès

### Competizioni interregionali
- Campionato dell'Italia Centro Meridionale: 1

1923-1924
- Serie D: 4

1964-1965, 1969-1970, 1989-1990, 2013-2014

### Competizioni regionali
- Coppa Giordano: 1

1920-1921
- Campionato Campano: 5

1922-1923, 1923-1924, 1924-1925, 1929-1930, 1974-1975
- Terza Divisione: 1

1929-1930
- Prima Divisione: 1

1937-1938
- Coppa Campania: 1

1937-1938
- Targa Capocci: 1

1937-1938
- Promozione: 3

1953-1954, 1974-1975, 2010-2011
- Prima Categoria: 1

1963-1964
- Eccellenza: 3 (record)

2001-2002, 2011-2012, 2017-2018
- Coppa Italia Dilettanti Campania: 2

2011-2012, 2017-2018

### Altri piazzamenti
- Promozione

Promozioni: 1 (1919-1920)
- Campionato dell'Italia Centro Meridionale

Secondo posto (1922-1923)
- Prima Divisione

Secondo posto: (1923-1924)
- Prima Divisione

Promozioni: 1 (1934-1935)
- Serie C

Promozioni: 1 (1945-1946)
- Serie D

Promozioni: 1 (1977-1978)
- Serie C2

Promozioni: 1 (1994-1995)
- Serie C1

Promozioni: 1 (1998-1999)
Terzo posto: 1996-1997 (girone B)

### Competizioni giovanili
- Campionato Juniores Nazionali: 1

2004-2005

## Statistiche e record

### Statistiche di squadra
Il Savoia ha esordito nella massima serie nazionale, denominata allora Prima Categoria, il 28 novembre 1920 nel Girone A del raggruppamento Campano: Savoia-Puteolana 1-1. L'ultima apparizione è del 24 maggio 1925 Lazio-Savoia 1-1.
Nella massima serie nazionale il Savoia ha disputato cinque campionati, tutti antecedenti al Girone Unico, collezionando 95 punti in 67 gare giocate, vincendone 41, pareggiandone 13 e perdendone altrettante. Ha segnato 148 gol subendone 70. Ha una media di punti per partita pari a 1,42 risultando secondo solo alla Pro Vercelli. Il miglior piazzamento ottenuto è il secondo posto nella stagione 1923-24.
Il Savoia ha disputato cinque campionati di 2º livello, ottenendo una promozione in tornei prima del Girone Unico, mentre il miglior piazzamento dopo l'istituzione della Serie B è il sesto posto della stagione 1946-47. In quel campionato vi partecipò con la denominazione di Torrese.
Conta 25 partecipazioni e quattro promozioni nei campionati di 3º livello, 22 partecipazioni e cinque promozioni nei campionati di 4º livello e 30 partecipazioni e cinque promozioni nei campionati di quinto livello. La stagione 2024-2025 è stata la 102ª stagione sportiva.

### Statistiche individuali
Il calciatore che detiene il record di presenze con la maglia biancoscudata, è Giulio Negri con 266 presenze. Detiene anche il primato delle stagioni giocate: ben tredici. Il record di reti segnate in campionato è di Giulio Bobbio, mentre il record di reti complessive è di Francesco Scarpa con 50 gol messi a segno. Il record di segnature in un singolo campionato è di Salvatore Montaperto che nella stagione 2011-12 ha messo a segno 35 reti.
Aggiornate alla stagione 2024-2025

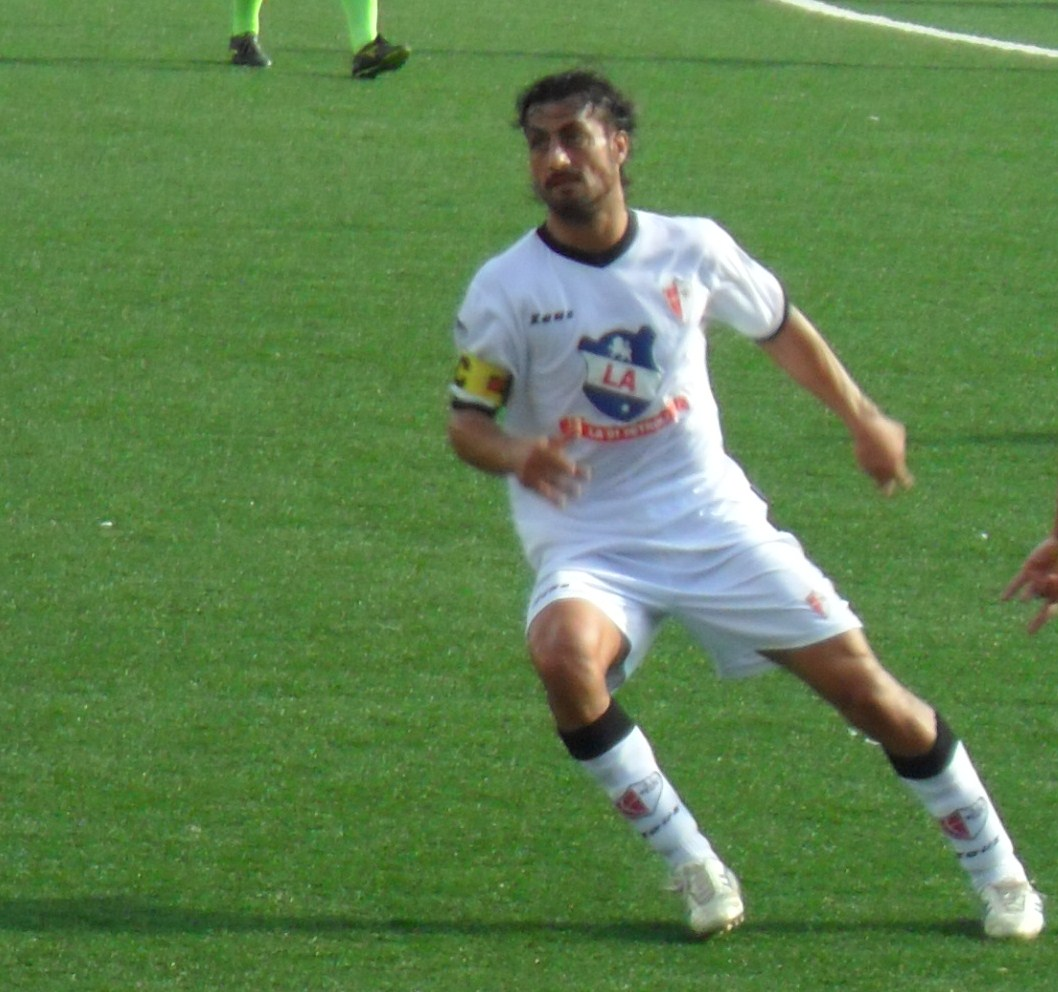
Francesco Scarpa, il massimo goleador del Savoia

| Record di presenze - 266 Giulio Negri (1939-1948, 1949-1953) - 200 Giacomo Busiello (1938-1943, 1945-1948) - 197 Domenico Busiello (1961-1965, 1968-1970, 1974-1975) - 192 Raffaele Giraud (1926-1927, 1930-1934, 1935-1940, 1941-1942) - 177 Salvatore Amura (1984-1985, 1987-1988, 1991-1993, 1994-1996) - 164 Pietro Palumbo (1956-1963) - 162 Armando Salvatore (1938-1944, 1948-1949, 1951-1953, 1955-1956) - 161 Antonio Marasco (1986-1991, 1996-1997, 1997, 2005-2006) | Record di reti - 50 Francesco Scarpa (2013-2015, 2021-2023) - 47 Giulio Bobbio (1921-1925, 1927-1928) - 45 Secondo Rossi (1946-1947, 1949-1950, 1953-1955) - 43 Giovanni Bacchiocchi (1979-1983, 1984-1985) - 42 Salvatore Montaperto (2011-2012) - 42 Vincenzo Caso Naturale (2017-2018, 2020-2021) - 39 Gennaro Esposito (2016-2018) - 36 Giulio Negri (1939-1948, 1949-1953) - 34 Ernesto Ghisi (1922-1925, 1931-1932) - 34 Nino De Caro (1957-1960) |

## Tifoseria

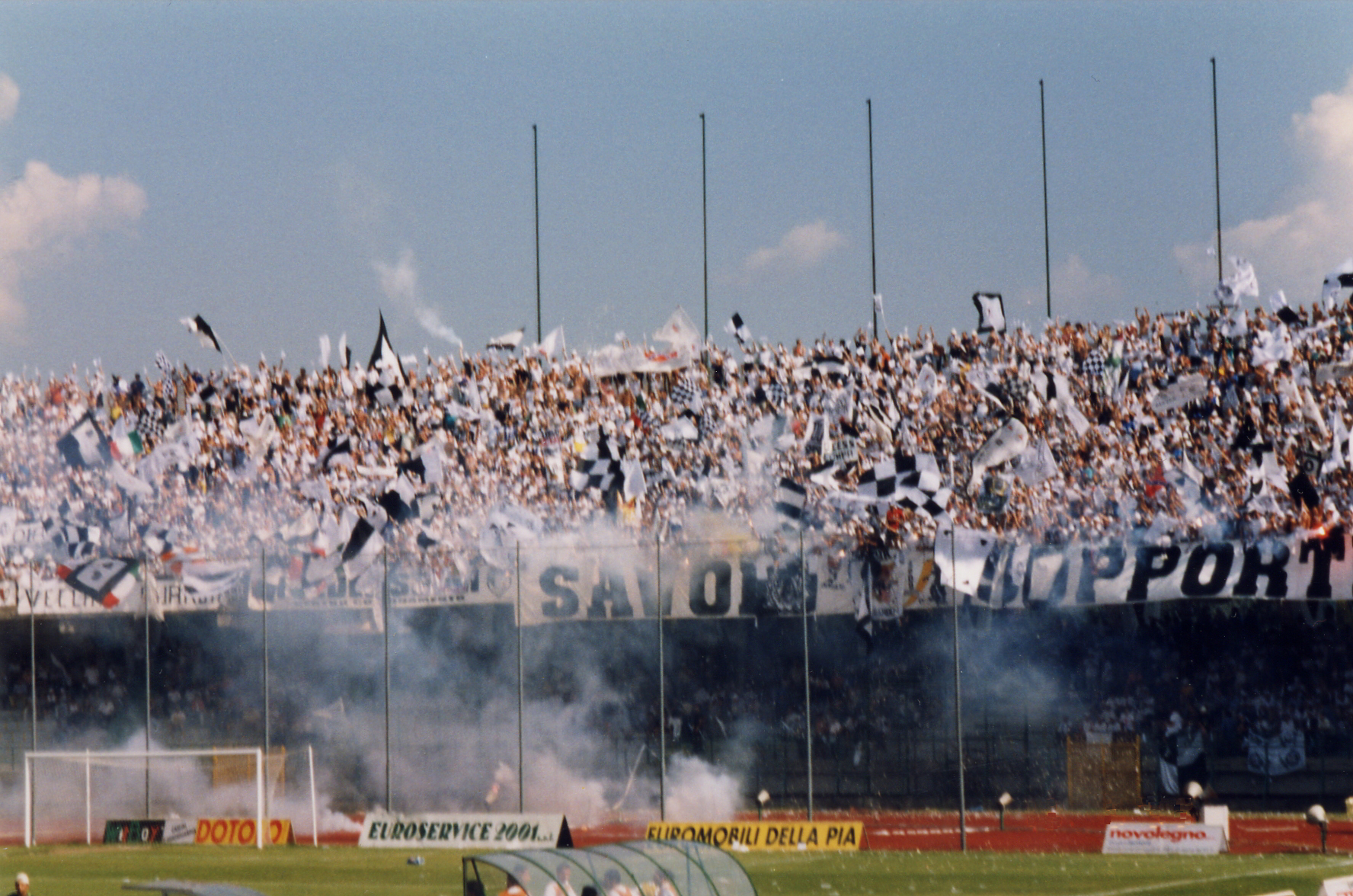
La "torcida" Oplontina.

### Storia
La tifoseria oplontina è capace di grandi numeri per quel che riguarda le presenze medie allo stadio, considerando il non grandissimo bacino d'utenza. Agli spareggi del 1964 per la promozione in Serie D, contro la Boys Caivanese si registrarono 23.000 presenze o in occasione della semifinale di Coppa Italia Dilettanti del 18 gennaio 2012, contro il Gladiator, si registrarono 6.000 spettatori, per la competizione un numero di presenze raramente riscontrabile.

Un rito particolare della tifoseria oplontina, è un coro conosciuto come "bianchi alè" che la tifoseria canta da tanti anni al termine di ogni gara, con la squadra che va sotto la curva ad incitare insieme agli ultras.
Nella curva sud oplontina militano vari gruppi ultras, tra cui: Ultras Oplontini, Vecchi Supporters 1986, Bronx 2004, Rione Carminiello 2004, UCS (acronimo di Ultras Cani Sciolti), ai quali si sono aggiunti vari gruppi come i Black Lions, nati nel 2022. In passato si ricordano i gruppi Gioventù Torrese, Brigate Intifada, Falange Sudista, Morrison Group, Piranhas Group e Savoia Supporters. Il primo gruppo organizzato in assoluto resta il Savoia Club Fedelissimi A. Bellomo del 1975.

### Gemellaggi e rivalità
La tifoseria del Savoia è gemellata con quelle di Acireale ed Ebolitana. Con quest'ultima è quello più antico, risalente al 1985. Un rapporto di amicizia è quello esistente con le tifoserie di Paganese (entrambe rivali della Nocerina), Sarnese e Catania creatosi nel 2001. Da qualche anno è stata instaurata un'amicizia con i tedeschi dell'Arminia Bielefeld. Nel 2016 si è interrotto invece il ventennale gemellaggio con il Benevento.
Le rivalità più sentite sono con le tifoserie di Turris (dovuta alla vicinanza territoriale), il cui apice si ebbe con gli scontri del 18 gennaio 1998, e Nocerina, in cui negli scontri del 1995 furono sparati anche dei colpi di pistola. Tale rivalità risalirebbe al 59 d.C., quando gladiatori oplontini e nocerini si affrontarono nell'anfiteatro di Pompei.

Forti rivalità esistono con Avellino, peggiorate nel 2000, Portici, Cavese, Siracusa,Ischia e Casertana, in cui negli scontri del 2004, fu anche aggredito un calciatore del Savoia. Rivalità di minor tono sussistono con le tifoserie di Juve Stabia, con la quale anni addietro c'era stato un rapporto di gemellaggio durato circa 20 anni, incrinato poiché gli oplontini hanno ingaggiato la rivalità con i loro gemellati storici (i siracusani), e negli ultimi anni il rapporto è diventato sempre più aspro, con Potenza, Battipagliese, Matera, Foggia, Fidelis Andria, Perugia e Vicenza.
I derby

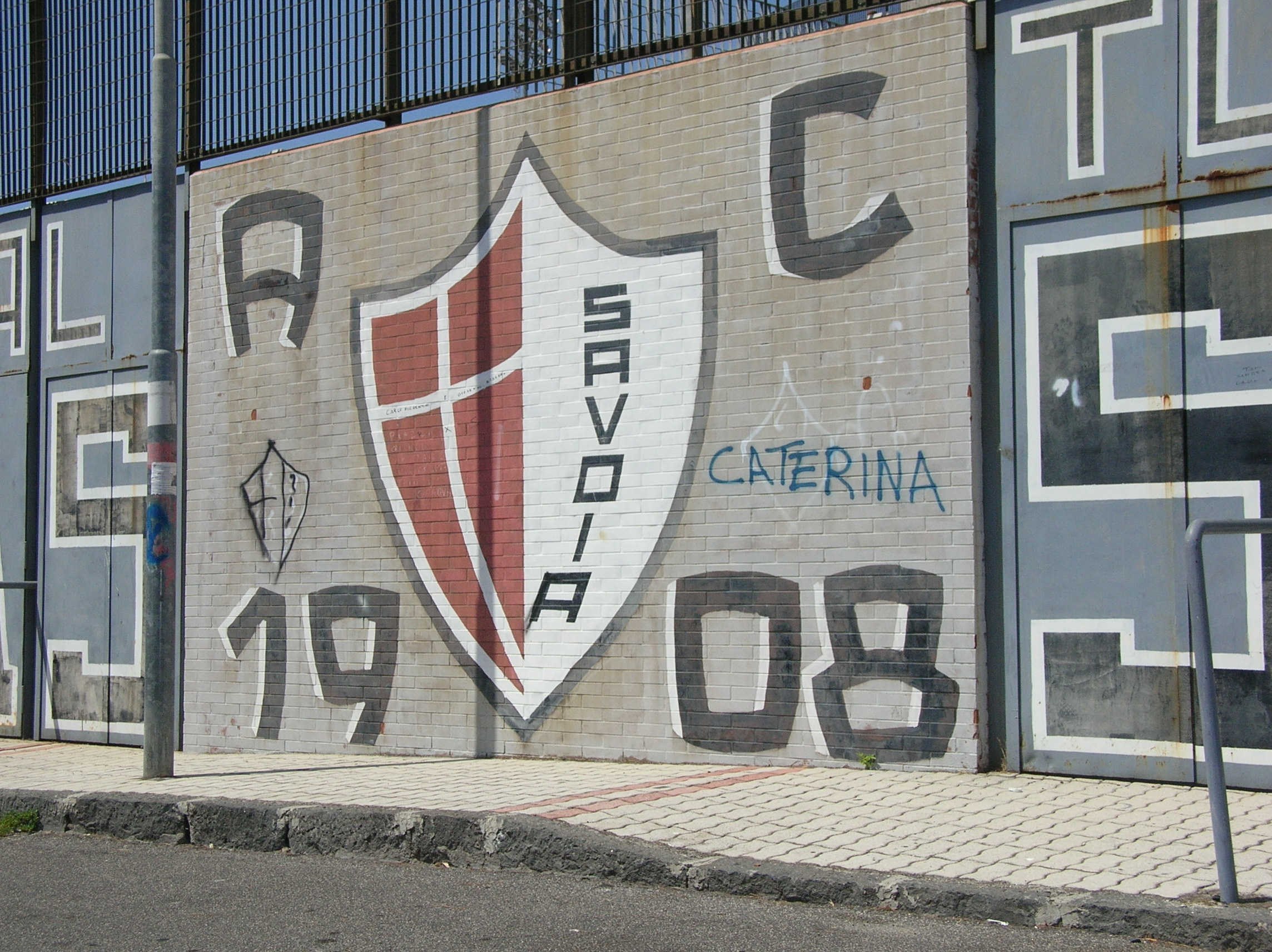
Un murale dei tifosi.

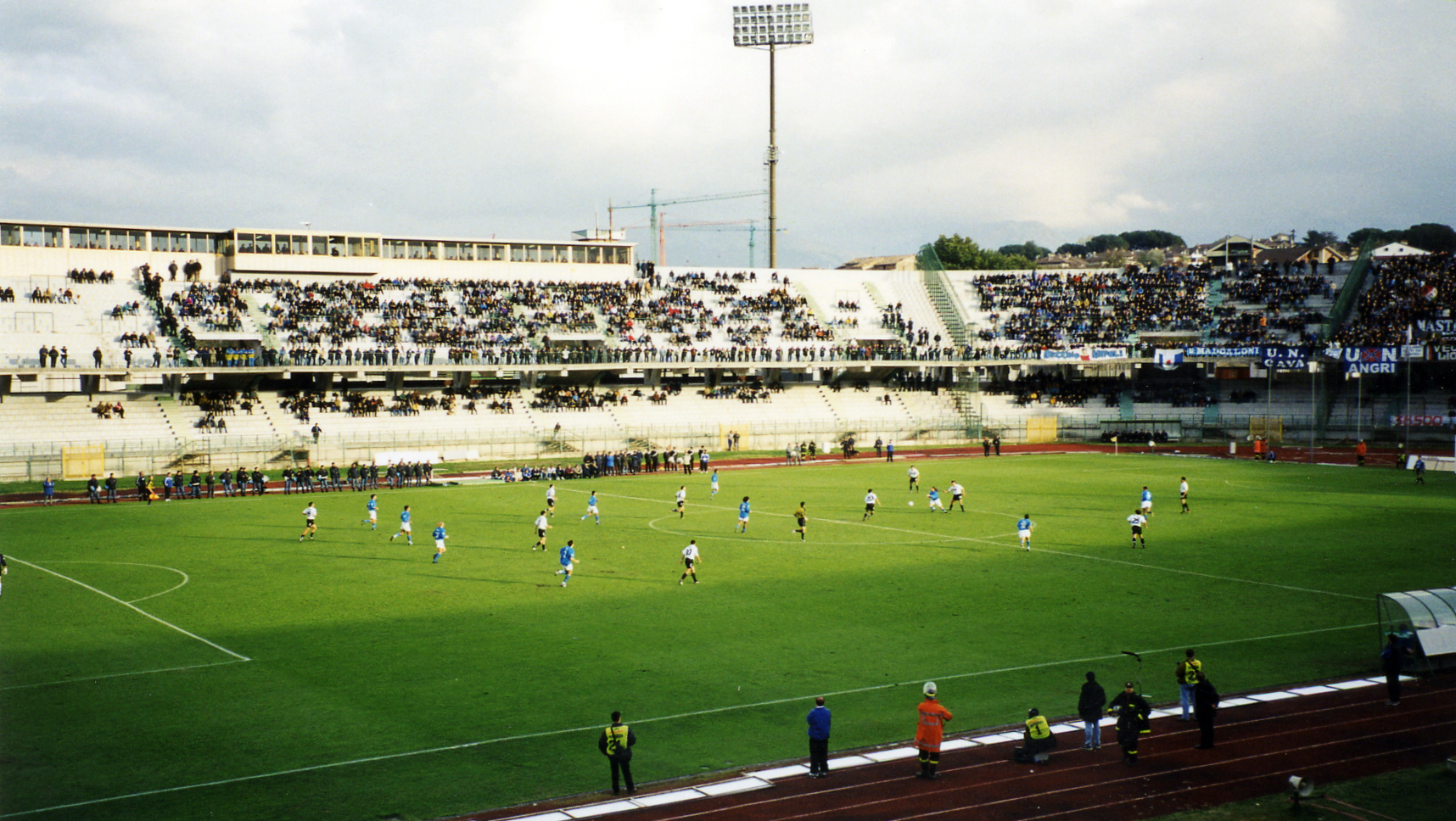
Savoia-Napoli del 1999 allo stadio Partenio.

A Torre Annunziata sono stati giocati quattro derby stracittadini. Nel lontanissimo 1920 nel girone B del campionato di Promozione, l'antesignana dell'attuale Serie B, il Savoia giocò contro la Pro Italia, vincendo entrambe le gare per 1-0 e 3-0. Di lì a qualche mese la Pro Italia sarebbe stata assorbita proprio dal Savoia.
Il secondo ed ultimo derby fu giocato nel campionato di Promozione 1953-1954 contro il Rovigliano, terminato con i risultati di 0-0 e 4-3 per il Savoia.
Altri derby sono giocati contro club storici dell'hinterland napoletano e del resto della regione.

Il più sentito dalla tifoseria è il cosiddetto derby delle due torri, che si disputa contro la Turris, chiamato così, appunto perché contrappone Torre Annunziata a Torre del Greco. Altri derby molto sentiti, sono quelli che si giocano contro la Juve Stabia della confinante Castellammare di Stabia, la Nocerina, la Cavese e l'Avellino, i quali sono costantemente monitorate dall'Osservatorio nazionale sulle manifestazioni sportive.